# Hippolyte Fizeau
Armand Hippolyte Louis Fizeau (1819-1896) là nhà vật lý người Pháp. Vào năm 1849, Fizeau trở thành người đầu tiên xác định bằng thực nghiệm một giá trị khá chính xác cho vận tốc ánh sáng. Thí nghiệm của ông sử dụng một bánh xe quay và một gương cố định đặt cách đấy vài dặm để xem ánh sáng truyền đi như thế nào từ nguồn sáng đến gương và phản hồi trở lại. Đến năm 1859, Fizeau lại xác định tốc độ của ánh sáng trong dòng nước đang chảy, trong thí nghiệm Fizeau. Ông cùng với Léon Foucault phát triển nguyên lý đo trên, cụ thể đó là sử dụng phản xạ của ánh sáng để đo vận tốc, với thiết bị có tên là dụng cụ Fizeau–Foucault. Họ còn thực hiện một chuỗi khám phá về mật độ ánh sáng của Mặt Trời và so sánh nó với mật độ cacbon trong đèn hồ quang điện và mật độ calci oxide trong đèn hàn ôxi-hiđrô, về sự giao thoa tia hồng ngoại và về sự phân cực màu sắc của ánh sáng. Tên của Fizeau được ghi trên tháp Eiffel.